# Anthony Wilding
Anthony "Tony" Frederick Wilding (Christchurch, Nova Zelanda, 31 d'octubre de 1883 − Neuve-Chapelle, França, 9 de maig de 1915) fou un tennista neozelandès, guanyador de diversos títols de Grand Slam, la Copa Davis i d'una medalla de bronze olímpica, aquests darrers competint per Australàsia. Avui dia encara és l'únic tennista neozelandès en guanyar un títol individual de Grand Slam. Va dominar la primera meitat de la dècada del 1910 fins a l'esclat de la Primera Guerra Mundial, quan fou reclutat per l'exèrcit britànic i morí en la batalla d'Aubers Ridge (França). Se'l considera el primer gran tennista a nivell mundial i l'any 1978 fou inclòs en l'International Tennis Hall of Fame.

## Biografia
Wilding era fill d'una família anglesa rica formada per Frederick Wilding i Julia Anthony, sent el segon de cinc germans. Els seus pares provenien de Herefordshire (Anglaterra) i van emigrar a Christchurch (Nova Zelanda) després del seu casament l'any 1879. El seu pare era un advocat adinerat que també jugava a tennis. Per aquest motiu, a casa seva hi havia dues pistes de tennis, una d'asfalt per l'hivern i una d'herba per l'estiu. De ben petit ja va començar a jugar a tennis tot i que va practicar diversos esports. Va viatjar a Anglaterra per estudiar Dret al Trinity College de Cambridge, on va continuar jugant a tennis en la mateixa universitat. Malgrat que no va destacar mai pels seus estudis acadèmics, es va graduar com a Bachelor of Arts. Llavors va tornar a Nova Zelanda va treballar breument en el despatx d'advocats del seu pare. Va destacar inicialment com a jugador de criquet, però com a adolescent va iniciar la seva carrera com a tennista.
Es coneix que tenia una relació amorosa amb l'estrella de Broadway Maxine Elliott, però va morir abans de poder-se casar amb ella.
Poc després de l'esclat de la Primera Guerra Mundial, Wilding es va unir al cos de Royal Marines seguint el consell Winston Churchill, que en aquell moment era First Lord of the Admiralty. Estigué al cos per pocs dies que ja llavors fou traslladat al cos de "Intelligence Corps" pel seu coneixement del continent i per les seves habilitats com a motorista. Fou destinat a França sota el comandament del Duc de Westminster. Mentre era al front fou promocionat a tinent i posteriorment a capità. La seva darrera carta data del 8 de maig, i un dia després fou assassinat en la batalla d'Aubers Ridge a Neuve-Chapelle, quan una explosió va ensorrar la teulada del seu refugi. El capità Tony Wilding fou enterrat l'endemà en el front, i posteriorment fou enterrat novament al cementiri militar de Richebourg-l'Avoué (Pas de Calais).
L'any 1978 fou inclòs en l'International Tennis Hall of Fame, mentre que en el 1990 ho fou en el New Zealand Sports Hall of Fame. En la seva ciutat natal (Christchurch), es va anomenar Wilding Park el seu principal estadi però no en honor seu sinó del seu pare Frederick Wilding.

## Torneigs del Grand Slam

### Individual: 7 (1−6)
| Resultat  | Núm. | Any  | Campionat                      | Oponents              | Marcador                 |
| --------- | ---- | ---- | ------------------------------ | --------------------- | ------------------------ |
| Guanyador | 1.   | 1906 | Australasian Championships     | Francis Fisher        | 6−0, 6−4, 6−4            |
| Guanyador | 2.   | 1909 | Australasian Championships (2) | Ernie Parker          | 6−1, 7−5, 6−2            |
| Guanyador | 3.   | 1910 | Wimbledon                      | Arthur Gore           | 4−6, 7−5, 4−6, 6−2       |
| Guanyador | 4.   | 1911 | Wimbledon (2)                  | Herbert Roper Barrett | 6−4, 4−6, 2−6, 6−2, ret. |
| Guanyador | 5.   | 1912 | Wimbledon (3)                  | Arthur Gore           | 6−4, 6−4, 4−6, 6−4       |
| Guanyador | 6.   | 1913 | Wimbledon (4)                  | Maurice McLoughlin    | 8−6, 6−3, 10−8           |
| Finalista | 1.   | 1914 | Wimbledon                      | Norman Brookes        | 4−6, 4−6, 5−7            |

### Dobles masculins: 5 (5−0)
| Resultat  | Núm. | Any  | Campionat                  | Parella        | Oponents                            | Marcador           |
| --------- | ---- | ---- | -------------------------- | -------------- | ----------------------------------- | ------------------ |
| Guanyador | 1.   | 1906 | Australasian Championships | Rodney Heath   | Cecil C. Cox Harry Parker           | 6−2, 6−4, 6−2      |
| Guanyador | 2.   | 1907 | Wimbledon                  | Norman Brookes | Karl Behr Beals Wright              | 6−4, 6−4, 6−2      |
| Guanyador | 3.   | 1908 | Wimbledon (2)              | Major Ritchie  | Arthur Gore Herbert Roper Barrett   | 6−1, 6−2, 1−6, 9−7 |
| Guanyador | 4.   | 1910 | Wimbledon (3)              | Major Ritchie  | Arthur Gore Herbert Roper Barrett   | 6−1, 6−1, 6−2      |
| Guanyador | 5.   | 1914 | Wimbledon (4)              | Norman Brookes | Herbert Roper Barrett Charles Dixon | 6−1, 6−1, 5−7, 8−6 |

### Dobles mixts: 1 (0−1)
| Resultat  | Núm. | Any  | Campionat | Parella              | Oponents                                 | Marcador      |
| --------- | ---- | ---- | --------- | -------------------- | ---------------------------------------- | ------------- |
| Finalista | 1.   | 1914 | Wimbledon | Marguerite Broquedis | Ethel Thomson Larcombe James Cecil Parke | 6−4, 4−6, 2−6 |

## Jocs Olímpics

### Individual
| Any  | Campionat                                  | Oponent      | Resultat           |
| ---- | ------------------------------------------ | ------------ | ------------------ |
| 1912 | Jocs Olímpics, Estocolm, Suècia (interior) | Francis Lowe | 4−6, 6−2, 7−5, 6−0 |

## Carrera esportiva
Durant la seva progressió en torneigs més importants, també va guanyar el títol de Brighton en dobles mixtos junt a la campiona anglesa Dorothea Douglass. La primera participació en el Wimbledon Championships fou el 1904, on va guanyar el seu primer partit contra Albert Prebble, però va perdre contra l'excampió Harold Mahony. Poc després va disputar la primera final a Gal·les, i seguidament va aconseguir el seu primer títol individual a Shropshire. En la següent edició de Wimbledon va avançar fins a la quarta ronda, on fou superat per Arthur Gore.
El juliol de 1905 va debutar en la Copa Davis amb l'equip d'Australàsia guanyant en les semifinals contra Àustria 5−0, amb dues victòries individuals de Wilding. En la final contra els Estats Units van ser derrotats pel mateix resultat. L'any següent va disputar la seva primera gira en el circuit europeu que va durar gairebé tot l'any. Wilding va viatjar per tota l'Europa continental i Anglaterra combinant els trasllats en tren i motocicleta. Durant aquesta època va guanyar els torneigs de Canes, París, Lió, Barcelona, Wiesbaden, Reading, Praga, Bad Homburg i Viena. En alguns torneigs disputats a Anglaterra va jugar partits de dobles amb el seu pare, però no va tenir tanta sort en el Wimbledon Championships. En la gira europea va guanyar la majoria de torneigs disputats sobre terra batuda. Finalitzada la temporada va tornar a Nova Zelanda en vaixell per disputar i imposar-se en l'Australasian Championships enfront Francis Fisher, que es va disputar a Christchurch, tant en categoria individual com en dobles amb Rodney Heath com a parella. La setmana següent també es va imposar al New Zealand Championships.
En el 1907, tampoc va tenir sort en el Wimbledon Championships, on fou superar pel campió final Norman Brookes en segona ronda. A l'hivern, en comptes de tornar al seu país per disputar els torneigs del continent oceànic, va decidir quedar-se a Europa malgrat que no s'hi disputaven gaires torneigs, i va haver de treballar com a professor d'anglès i entrenador de tennis per a famílies aristocràtiques de Bohèmia i Hongria.
Entre els anys 1907 i 1909 va ajudar l'equip d'Australàsia a guanyar tres títols consecutius de Copa Davis, el primer contra l'equip de les Illes Britàniques i els altres dos contra l'equip estatunidenc. Després d'un nou títol de l'Australasian Championships contra Ernie Parker (1909), va aconseguir finalment el títol més important del seu palmarès a Wimbledon l'any 1910. Demostrant el seu domini en categoria individual va encadenar quatre títols consecutius (1910−1913), els dos enfront Arthur Gore, i els altres contra Herbert Roper Barrett i Maurice McLoughlin. L'any 1914 va disputar al cinquena final consecutiva però en aquesta ocasió fou derrotat per Norman Brookes. L'any 1913 va guanyar el triplet de torneigs més importants de l'època segons la International Lawn Tennis Federation (ILTF), el World Hard Court Championships de París sobre terra batuda, el World Lawn Tennis Championships de Wimbledon sobre gespa, i el World Covered Court Championships d'Estocolm sobre fusta interior, esdevenint l'únic tennista en aconseguir aquesta fita. El 1914 va tornar a disputar la Copa Davis, després de cinc anys d'absència, formant equip amb Norman Brookes, i van superar l'equip estatunidenc en la final com a visitants.
En categoria de dobles també va guanyar molts títols importants paral·lelament als individuals. Pel que fa a l'Australasian Championships, a banda de l'aconseguit el 1906 amb Rodney Heath, fou finalista en les edicions de 1908 i 1909 amb G.G. Sharp i Tom Crooks com a parella respectivament. A Wimbledon també va guanyar quatre títols (1907, 1908, 1910 i 1914), dos amb Norman Brookes i dos més amb Josiah Ritchie com a parella, i fou finalista en l'edició de 1911 amb Ritchie. No va aconseguir cap títol en dobles mixts però si va disputar una final a Wimbledon fent parella amb la francesa Marguerite Broquedis.
Tenia intenció de disputar els Jocs Olímpics d'Estiu de 1908 de Londres però no va poder per culpa d'un error administratiu. Va tenir una l'oportunitat de disputar els Jocs Olímpics d'Estiu de 1912 d'Estocolm, on va poder guanyar la medalla de bronze en categoria individual interior.
Wilding fou el tennista més important de la primera meitat de la dècada del 1910, però malauradament va esclatar la Primera Guerra Mundial i no va poder allargar el seu domini més anys.

### Altres esports
Wilding va jugar a cricket en l'equip de Canterbury a principis dels 1900. Mentre va assistir a Cambridge el 1903 es va centrar gairebé exclusivament en el cricket fins que es va decidir finalment pel tennis. També va jugar a rugbi al Trinity College, bàsicament per conservar la forma física durant els mesos d'hivern. Fou un gran aficionat al motociclisme (especialment amb sidecar), i va realitzar diversos viatges llargs per tot Europa, Nova Zelanda i Amèrica. Va aconseguir una medalla d'or al juliol de 1908 en la cursa Land's End to John o' Groats amb la seva moto BAT-JAP. Sovint feia servir la seva motocicleta per viatjar als diversos torneigs europeus.

## Palmarès

### Equips: 5 (4−1)
| Resultat  | Núm. | Data                        | Torneig                             | Superfície | Equip                                      | Oponents                                                          | Marcador |
| --------- | ---- | --------------------------- | ----------------------------------- | ---------- | ------------------------------------------ | ----------------------------------------------------------------- | -------- |
| Finalista | 1.   | 7 − 9 de juny de 1906       | Copa Davis, Newport, Regne Unit     | Gespa      | Leslie Poidevin                            | Raymond Little Holcombe Ward                                      | 2−3      |
| Guanyador | 1.   | 20 − 23 de juliol de 1907   | Copa Davis, Londres, Regne Unit     | Gespa      | Norman Brookes                             | Herbert Roper Barrett Arthur Gore                                 | 3−2      |
| Guanyador | 2.   | 27 − 30 de novembre de 1908 | Copa Davis, Melbourne, Austràlia    | Gespa      | Norman Brookes                             | Fred Alexander Beals Wright                                       | 3−2      |
| Guanyador | 3.   | 27 − 30 de novembre de 1909 | Copa Davis, Sydney, Austràlia       | Gespa      | Norman Brookes                             | Melville Long Maurice McLoughlin                                  | 5−0      |
| Guanyador | 4.   | 13 − 15 d'agost de 1914     | Copa Davis, Nova York, Estats Units | Gespa      | Norman Brookes Alfred Dunlop Stanley Doust | Karl Behr Thomas Bundy Maurice McLoughlin Richard Norris Williams | 3−2      |